# Pölkenstraße 39 (Quedlinburg)

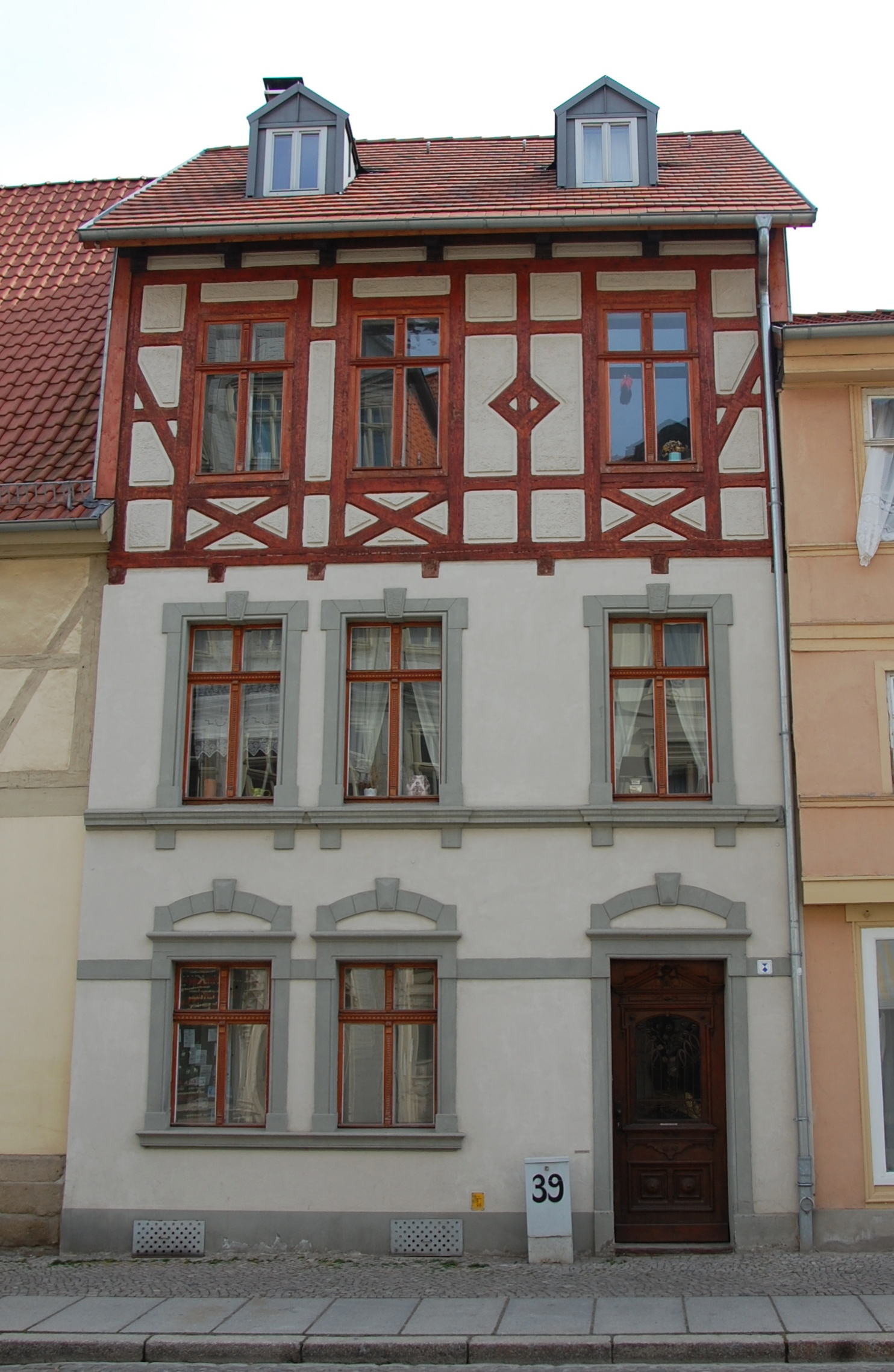
Haus Pölkenstraße 39

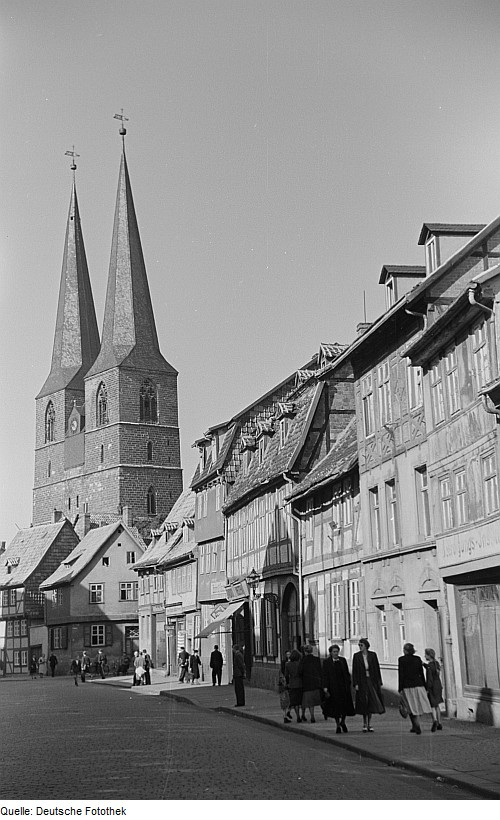
Häuserzeile mit dem Haus Pölkenstraße 39 (Mitte rechts) im Jahr 1951

Das Haus Pölkenstraße 39 ist ein denkmalgeschütztes Gebäude in der Stadt Quedlinburg in Sachsen-Anhalt.

## Lage
Es befindet sich in der historischen Quedlinburger Neustadt auf der Ostseite der Pölkenstraße und ist im Quedlinburger Denkmalverzeichnis als Wohnhaus eingetragen. Nördlich grenzt der gleichfalls denkmalgeschützte Pölkenhof an.

## Architektur und Geschichte
Das dreigeschossige Gebäude wurde im Jahr 1903, nach anderen Angaben im Jahr 1900, in massiver Bauweise mit Verzierungen im Stil der Neorenaissance errichtet, wobei das zweite Obergeschoss in Fachwerkbauweise im Heimatstil erstellt wurde. Das Haus ist in seinem äußeren Erscheinungsbild weitgehend original erhalten. Zum Anwesen gehört ein hofseitiges Werkstattgebäude.
Im Jahr 2005 erfolgte eine Sanierung des Gebäudes durch das Architekturbüro qbatur. Die Wohnfläche beträgt 100 m². Hinzu kommen 50 m² Nebenflächen.